# Mistrovství Československa v krasobruslení 1973
Mistrovství Československa v krasobruslení 1973 se konalo 13. ledna a 14. ledna 1973 v Liptovském Mikuláši.

## Medaile
| Kategorie      | Zlato                            | Zlato      | Stříbro                           | Stříbro     | Bronz                          | Bronz        |
| Muži           | Ondrej Nepela                    | 7 - 274,98 | Zdeněk Pazdírek                   | 14 - 258,05 | František Pechar               | 22 - 253,21  |
| Ženy           | Liana Drahová                    | 7 - 260,96 | Hana Knapová                      | 16 - 248,59 | Nádvorníková                   | 19 - 246,587 |
| Sportovní páry | Ilona Urbanová Aleš Zach         | 5 - 199,70 | Rijana Hartmanová Petr Starec     | 10 - 195,50 | Galina Drahová Stanislav Žídek | 15 - 181,40  |
| Taneční páry   | Diana Skotnická Martin Skotnický | 7 - 363,95 | Ludmila Nogolová František Blaťák | 14 - 333,20 | Eva Peštová Jiří Pokorný       | 21 - 325,20  |

- čísla udávají celkové hodnocení, první za přednes a druhá počet bodů